# François Louis Ganshof
 (octobre 2019).
Si vous disposez d'ouvrages ou d'articles de référence ou si vous connaissez des sites web de qualité traitant du thème abordé ici, merci de compléter l'article en donnant les références utiles à sa vérifiabilité et en les liant à la section « Notes et références ».
François Louis Ganshof (Bruges 14 mars 1895 - Woluwe-Saint-Pierre 26 juillet 1980), qui signait souvent François L. Ganshof, est un professeur d'université et historien, spécialiste du Moyen Âge et d'histoire du droit, et officier belge.

## Biographie

### Origines familiales
François Marie Arthur Louis Ganshof est le petit-fils de François Ganshof (1842-1915), originaire d'Essen-Werden en Allemagne, qui s'était établi à Bruges, était l'administrateur-délégué de la Banque de la Flandre Occidentale, et avait épousé Wilhelmine Birken (1835-1918), originaire de Krefeld (Allemagne). Il est le fils d'Arthur Ganshof (1867-1929), avocat auprès du Barreau de Bruges et commandant des « Chasseurs éclaireurs » (Garde Civique). Sa mère est Louise Van der Meersch (1873-1947) qui, dans la maison de maître qu'ils habitaient, tenait un salon littéraire accueillant de grands noms de la littérature française et de la littérature belge d'expression française.
François Louis Ganshof était le frère du ministre Walter Ganshof van der Meersch (1900-1993) et de l'officier de carrière Georges Ganshof van der Meersch (1898-1973) qui, aux Jeux Olympiques de 1936 à Berlin, participa aux finales du jumping. Au contraire de ses frères, il ne fit pas usage de la possibilité obtenue pour ses fils par leur père d'adjoindre le nom de leur mère à leur patronyme ; François Ganshof avait en effet déjà réalisé plusieurs études dans son domaine de spécialisation et craignait dès lors de créer la confusion.
En 1920, il épouse Nell Kirkpatrick (1898-1986), originaire de Closeburn (Écosse), fille de l'avocat John Kirkpatrick et d'Henriette Rolin-Jaequemyns, fille de Gustave Rolin-Jaequemyns. Ils ont trois filles et un fils.
Au cours de son adolescence, Ganshof se convertit au protestantisme et demeure fidèle à ce choix. Il devient ensuite membre du Consistoire de l'église protestante à Bruxelles (1937-1947) et est actif au sein de la Faculté universitaire de théologie protestante.
Après ses humanités à l'Athénée royal de Bruges, Ganshof s'inscrit à l'Université de Gand en 1913.
Lors de la Première Guerre mondiale, il est engagé volontaire dès 1914. Il termine son engagement en 1919 avec le grade de sous-lieutenant. Cette même année, il est attaché à la délégation belge aux négociations de paix à Versailles.
En 1921, bénéficiant de la procédure rapide accordée aux anciens combattants, il est promu docteur en philosophie et lettres (histoire). L'année suivante, il obtient le diplôme de docteur en droit. Il poursuit avec une année d'études à la Sorbonne.
En 1923, il devient chargé de cours à l'université de Gand, y donnant ses cours tant en français qu'en néerlandais. En 1930, il succède au professeur Henri Pirenne qui, en raison de la néerlandisation de l'université, quitte Gand. Ganshof poursuit alors sa carrière de professeur ordinaire, jusqu'à l'éméritat en 1961.
Au cours de la Seconde Guerre mondiale, Ganshof participe à la Campagne des 18 jours en mai 1940. Il reprend ensuite ses cours à l'université.
En septembre 1944, son frère Walter le charge d'une mission d'inspection des camps pour personnes accusées d'incivisme. Dès le 14 septembre, il se trouve dans sa ville natale qui venait d'être libérée, afin d'examiner de quelle manière l'incarcération des suspects s'effectue alors. Il signe ses rapports avec le grade de capitaine-commandant et quitte définitivement l'armée avec le grade de major.
Il était membre de la Koninklijke Vlaamse Academie van België voor Wetenschappen en Kunsten, de l'Institut de France (Paris), de la Koninklijke Academie der Wetenschappen (Amsterdam), de la British Academy (Londres), de l'Akademie der Wissenschaften (Vienne) et des Académies de Boston, Spolète, Modène, Berlin et Munich. À partir de 1954, il est membre du directoire central des Monumenta Germaniae Historica. Il est également président de la Commission royale pour la publication des anciennes lois et ordonnances.

## Hommages et distinctions
En 1946, Ganshof reçoit le Prix Francqui. En 1975, il occupe la chaire Francqui à l'Université catholique de Louvain.
Il reçoit le Prix Quinquennal pour les sciences historiques (1951-1955).
Il est docteur honoris causa des universités d'Alger, Bordeaux, Dijon, Grenoble, Montpellier, Paris, Poitiers, Rennes, Lille, Strasbourg, Cambridge, Glasgow et Londres.
Il reçoit la distinction suivante en 1921 :
- Officier de l'ordre de Léopold.

## Publications
François Ganshof a publié plus de 150 livres et articles scientifiques, parmi lesquels :
- Étude sur l'administration de la justice dans la région bourguignonne de la fin du Xe au début du XIIIe siècle, Paris, 1921
- La juridiction du seigneur sur son vassal à l'époque carolingienne, Bruxelles, 1922
- L'attelage antique, S.l., 1926
- Étude sur les ministeriales en Flandre et en Lotharingie, Bruxelles, 1926
- La colonisation franque et le règne agraire en basse Belgique, Paris, 1928
- Étude sur le faussement de jugement dans le droit flamand des XIIe et XIIIe siècles, Merksplas, 1935
- Marco Polo's reizen, Anvers, 1936
- Brugge als wereldhaven, Anvers, 1939
- Les transformations de l'organisation judiciaire dans le comté de Flandre jusqu'à l’avènement de la maison de Bourgogne, Bruxelles, 1939
- Over stadsontwikkeling tussen Loire en Rijn gedurende de Middeleeuwen (1941, version française en 1943) considéré par les historiens comme 'manuel irremplaçable' en matière de développement urbain.
- La Flandre sous les premiers comtes (1943) en Vlaanderen onder de eerste graven (1944)
- Qu'est-ce que la féodalité ?, Bruxelles, 1944. Ce livre est considéré comme l'œuvre maîtresse de Ganshof, produit de plus de vingt années d'études. Après sa publication en français, des traductions parurent en anglais, allemand, portugais, espagnol et japonais. Une nouvelle version revue et corrigée est parue en 1982 (Paris, Taillandier, 300 p.).
- Geschiedenis van de middeleeuwsche instellingen: instellingen van West-Europa, Gand, 1946-47
- Medieval agrarian society in its prime: France, The Low Countries and Western Germany, Wetteren, 1947
- La fin du règne de Charlemagne, Zürich, 1948
- The imperial coronation of Charlemagne, Glasgow, 1949
- « Observations sur la localisation du Capitulare de Villis », dans Le Moyen Âge, 1949, no 3-4, p. 201-224 (lire en ligne)
- Het statuut van de vreemdeling in het Frankische Rijk, Bruxelles, 1956
- De internationale betrekkingen van het Frankisch Rijk onder de Merowingen, Bruxelles, 1960
- De internationale betrekkingen van het Frankisch Rijk onder de Karolingen, Bruxelles, 1963
- Het Judicium crucis in het Frankisch recht, Bruxelles, 1963
- Le droit urbain en Flandre au début de la première phase de son histoire, 1127, Bruxelles, 1965
- Charlemagne : sa personnalité, son héritage, 1965
- Een kijk op de verhoudingen tussen normatieve beschikkingen en levend recht in het Karolingische Rijk, Brussel, 1965
- The impact of Charlemagne on the institutions of the Frankish realm, 1965
- Een kijk op het regeringsbeleid van Lodewijk de Vrome tijdens de jaren 814 tot 830, Bruxelles, 1967
- Contribution à l'étude de l'application du droit romain et des capitulaires dans la monarchie franque sous les Carolingiens, 1969
- The Carolingians and the Frankish monarchy: studies in Carolingian history, Londres, 1971
- Aantekeningen over het grondbezit van de Sint-Bertijnsabdij en in het bijzonder over haar domein te Poperinge tijdens de 9de eeuw, Bruxelles, 1972
- Bekentenis en foltering in het Frankisch recht, Amsterdam, 1969

## Appréciation
Par les historiens de son temps, Ganshof était considéré comme l'un des éminents connaisseurs de la structure juridique de la féodalité médiévale. Spécialiste de l'époque carolingienne, il publia sur nombre d'aspects du gouvernement de Charlemagne.
En général, sa grande érudition était considérée comme « inégalée », et on louait la grande rigueur avec laquelle il produisait ses études, ne laissant aucune place aux hypothèses ou suppositions.